# Jonathan Ned Katz
Jonathan Ned Katz (nacido en 1938) es un historiador de la sexualidad humana estadounidense, que se ha especializado en homosexualidad y los cambios temporales en la organización social de la sexualidad. Sus trabajos se centran en la idea del construccionismo social, que dice que las categorías con las que describimos y definimos la sexualidad humana son histórica y culturalmente específicas, junto con la organización social de la actividad sexual, el deseo, las relaciones y las identidades sexuales.

## Primeros años
Katz se graduó en la The High School of Music & Art de la ciudad de Nueva York en arte en 1956. A partir de 2004 comenzó a destacar como artista visual de forma pública. Continuó sus estudios en el Antioch College, el City College of New York, en The New School y en Hunter College. Siendo un adlosecente, Katz apareció en la revista Life por sus esfuerzos para hacer una versión en cine del libro Tom Sawyer.

## Vida profesional
Katz trabajó de profesor adjunto en la Universidad de Yale, el Eugene Lang College y la Universidad de Nueva York, también fue «convocante» (convener) de un seminario en una facultad de la Universidad de Princeton y fue primero orador en la Universidad de Harvard. Fue miembro fundador de la Gay Academic Union en 1973 y de la National Writers Union en 1980. Fue uno de los fundadores de OutHistory.org, una página web dedicada a la historia LGBTQ y heterosexual, que comenzó su andadura en la red en 2008, siendo mantenida durante sus primeros cuatro años por el «Center for Lesbian and Gay Studies», un instituto en la City University del New York Graduate Center, gracias a una beca de la Fundación Arcus. Desde 2012, la página ha sido codirigida por Katz y John D'Emilio.
Katz recibió la medalla Magnus Hirschfeld por contribuciones excepcionales a la sexología de la Deutsche Gesellschaft für Sozialwissenschaftliche Sexualforschung en 1997. En 2003 se le entregó el Premio Brudner de la Universidad de Yale, un premio anual que honra las contribuciones científicas en el campo de los estudios gais y lésbicos. Sus artículos están archivados en la división The Research Libraries de la Biblioteca Pública de Nueva York. En 1995 recibió en Premio Bill Whitehead de Publishing Triangle por su trayectoria.

## La invención de la heterosexualidad
La invención de la heterosexualidad fue publicado inicialmente en 1990 como un ensayo y posteriormente expandido para hacer un libro. En el libro, Katz traza el desarrollo de «heterosexual» y «homosexual» y de toda la ideología, relaciones sociales y económicas, y expectativas de género que han sido incluidas en esas dos palabras. Indica el cambio radical, a finales del siglo XIX, de una ética sexual de procreación a una basada en el placer erótico y la elección del objeto sexual. Señalando la distinción de que la ética basada en la procreación condena todo sexo no procreador, categorizando las relaciones sexuales principalmente sobre la base de ese punto. Un ética sexual basada en el género se preocupa del sexo procreador de forma secundaria, si se preocupa de él en absoluto.
Katz siguió el desarrollo de «heterosexual» en varias etapas. Creada en 1868 (en alemán Heterosexualität) por Karl Heinrich Ulrichs, la palabra, empleada para patologizar determinados comportamientos: inicialmente se refería a una persona con una atracción irresistible por el sexo opuesto y se asociaba a una serie de comportamientos patológicos. En 1889, Richard Freiherr von Krafft-Ebing usó el término de forma parecida a su uso moderno. El primer uso conocido en Estados Unidos fue en 1892 por James G. Kiernan. En Kiernan se refería a una combinación de la bisexualidad y una tendencia a frustrar la ética de la procreación existente en el momento.
El Psychopathia Sexualis de Krafft-Ebing, publicado en 1889, luego en inglés en 1892, marcó un claro punto de inflexión de la sexualidad basada en la procreación a una ética basada en el placer, que se fijaba en el género para definir lo normal y lo anormal. Sin embargo, Krafft-Ebing no hacia una diferenciación limpia con los estándares reproductivos anteriores. En gran parte de su discurso el heterosexual seguía siendo una figura aberrante, puesto que no se preocupaba de las antiguas normas sexuales.
Katz considera que fueron una serie de razones económicas y sociales a finales del siglo XIX y principios del XX que provocaron que esta nueva norma se estableciera firmemente, creando nuevas normas sexuales y de género, nuevas disposiciones sociales y formas de familia, y nuevos anormales y pervertidos. Una de las consecuencias más importantes de esta línea de pensamiento, destacada en el capítulo «"Homosexual" and "Heterosexual": Questioning the Terms» («"Homosexual" y "heterosexual": cuestionando los términos»), es que sólo se pueden proyectar las identidades sexuales hacia el pasado con una exactitud limitada:

So profound is the historically specific character of sexual behavior that only with the loosest accuracy can we speak of sodomy in the early colonies and 'sodomy' in present-day New York as 'the same thing.'  In another example, to speak of 'heterosexual behavior' as occurring universally is to apply one term to a great variety of activities produced within a great variety of sexual and gender systems.
El carácter históricamente específico del comportamiento sexual es tan profundo que sólo podemos hablar de la forma más imprecisa de sodomía en las primeras colonias [de Estados Unidos] y de "sodomía" en el Nueva York actual como "la misma cosa". En otro ejemplo, hablar de "comportamiento heterosexual" como una ocurrencia universal es aplicar un término a una gran variedad de actividades realizadas en una gran variedad de sistemas sexuales y de género.

### Libros
- Love Stories: Sex Between Men Before Homosexuality.University of Chicago Press, Dec. 2001. Ganador ex aequo del Premio John Boswell, Committee on Lesbian and Gay History, 2003.

- The Invention of Heterosexuality. Dutton, 1995.  Prólogo de Gore Vidal.  Epílogo de Lisa Duggan. Traducido y publicado en Brasil, Italia, Francia, España. Reeditado: University of Chicago Press, junio de 2007. Citado por la Corte Suprema de los EE. UU. en la opinión mayoritaria en Lawrence v. Texas, junio de 2003.

- La invención de la heterosexualidad. Me cayó el Veinte, 2012, ISBN 9786077694106

- Gay/Lesbian Almanac: A New Documentary. Harper & Row, 1983; reeditado NY: Carroll & Graf, 1994. Número 21 en la lista de los 100 mejores libros gay y lesbianos de no ficción, un proyecto de Publishing Triangle, la asociación de lesbianas y gais en la industria editorial.

- Gay American History: Lesbians and Gay Men in the U.S.A.  T.Y. Crowell, 1976; reediciones en Avon, 1977; Harper & Row, 1985; New American Library 1992. Número 3 en la lista de los 100 mejores libros gay y lesbianos de no ficción, un proyecto de Publishing Triangle, la asociación de lesbianas y gais en la industria editorial.

- Coming Out! A Documentary Play About Gay Life and Lesbian Life Liberation. Arno Press-NY Times, 1975.

- Resistance at Christiana: The Fugitive Slave Rebellion, Christiana, Pennsylvania, 1851.  T.Y. Crowell, 1974.

- Black Woman: A Fictionalized Biography of Lucy Terry Prince. [coautor Bernard Katz] Pantheon, 1973.

### Artículos
- "The Invention of Heterosexuality", en Socialist Review 20, 1990. Expandido en forma de libro.
- "'Homosexual' and 'Heterosexual': Questioning the Terms", en A Queer World, 1997